# Distrito de El Mantaro

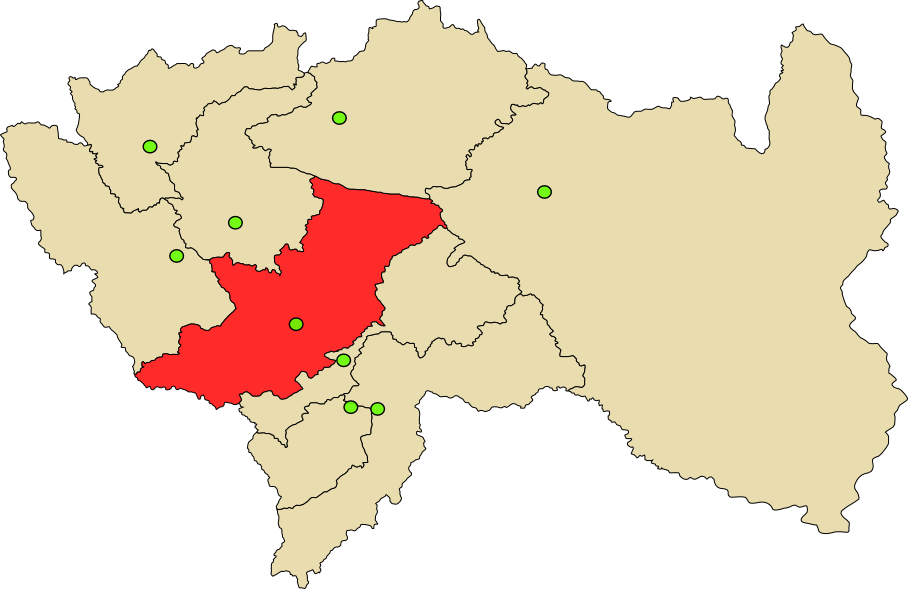
Provincia de Jauja en el Departamento de Junín

El Distrito de El Mantaro es uno de los treinta y cuatro distritos que conforman la provincia de Jauja, ubicada en el Departamento de Junín, bajo la administración del Gobierno Regional de Junín, en la sierra central de Perú.
Dentro de la división eclesiástica de la Iglesia Católica del Perú, pertenece a la Vicaría IV de la Arquidiócesis de Huancayo

## Historia
El distrito fue creado mediante Ley N° 4404 del 23 de noviembre de 1921, en el gobierno del Presidente Augusto B. Leguía.
Tenía en la fecha de su creación una extensión superficial de 17,76 km² y una población aproximada de 2 700 habitantes. 
Origen del término Mantaro (Pucucho)
"Mantaro" se ha tomado en alusión al río que riega sus territorios de norte a sur por el extremo occidental y que le sirve de límite con el vecino distrito de Leonor Ordóñez, antiguamente conocido como Huancaní (a veces tenemos vergüenza de utilizar el idioma de nuestros antepasados). La diferencia: se le dio género masculino anteponiendo el artículo el - EL MANTARO.
La etimología del término "Mantaro" deriva de la palabra quechua “MANTA” que significa prenda 
suelta de lana o algodón de forma rectangular que sirve para abrigarse, también 
utilizada por las mujeres para cargar a sus hijos o llevar a sus equipajes.
Expresando metafóricamente como el abrigo que se extiende en las faldas del río 
para brindarle refugio para que puedas reposar o sentarte en sus cálidas tierras y 
respirar de su aire puro y saludable.
Pucucho palabra quechua formada por las voces “PU” y “KUCHO” que significa: dale 
con la esquina. Ya que geográficamente la población está enclavada en el vértice del 
ángulo que forman los cerros en "Huacho esquina", cuyos lados lo conforman dos pequeñas cadenas de cerros que se desprenden de la cordillera oriental. Como son: Cerro Huayunca, Cerro Pohualtaco, Cerro Tambo, Cerro Condorhuaca, Cerro Auripampa, Cerro Alvinopampa, Cerro 
Chonta, Cerro Huacahuasi, y las ruinas de Sichriacuto ubicado en el paraje de Sillahuajta.
En el año 2015, la Institución Educativa Integrado "José Faustino Sánchez Carrión" cumple sus Bodas de Oro (2 de junio), 50 años al servicio y apoyo a la educación de las generaciones de este pujante distrito y comunidad de Pucucho. Saludos a todos los docentes, ex docentes, alumnos, exalumnos e integrantes de esta comunidad educativa.
Fuente : www.distritomantaro.org  
Facebook : distrito Mantaro Pucucho

## Geografía
Abarca una superficie de 17,76 km².  Su capital es el centro poblado de Pucucho, situado a 3 350 m s. n. m. (Lat. 11°49'05" Log. 75°23'27").

## División administrativa

### Centros poblados
- Urbanos
- Rurales

El distrito de El Mantaro cuenta con 5 barrios y un anexo, los mismos que son:
- Barrio Chaupimarca
- Barrio Centro
- Barrio Huacho
- Barrio La Florida
- Barrio Acopampa
- Anexo Pampas

Fuente: www.distritomantaro.org

## Hitos urbanos
Las principales avenidas son las de Buenos Aires (Barrio Centro), 28 de Julio, Atahualpa y Manco Capac.

## Autoridades

### Políticas
Subprefecto: Ing. Freddy Víctor Ninahuanca Palacios (2017)

### Municipales
- 2019 - 2022[2]
  - Alcalde: Fernando Benito Moya, Partido Sierra Y Selva .
  - Regidores: Orlando Rubén Mercado Rivas (FP), Arturo Rafael Alata Huánuco (FP), Drilda Rocío Anticona Kerkich (FP), José Antonio Yupanqui Solano (FP), Maxs Malpartida Benito (Bloque

Popular Junín).
- 2011 - 2014.[3][4]
  - Alcalde: Rudecindo Heraclio Mercado Zacarías, Movimiento Fuerza 2011 (F2011).
  - Regidores: Didi Rolando Poma Huallpa (F2011), Saúl Víctor Calderón Reyes (F2011), Saida Esther Benito Gil (F2011), Ana María Mendoza Segovia (F2011), Norberto Álvarez Zárate (CONREDES).
- 2007 - 2010
  - Alcalde: Rudecindo Heraclio Mercado Zacarías.

### Judiciales
- Juez de Paz:

### Policiales
- Comisaría de Apata
  - Comisario:[5]

### Religiosas
- Arquidiócesis de Huancayo[6]
  - Arzobispo de Huancayo: Mons. Pedro Barreto Jimeno, SJ.
  - Vicario episcopal: Pbro. Hermann Josef Wendling SS.CC.
- Parroquia Santa Fe[7]
  - Párroco: Pbro. Percy Castillo Vílchez.

### Seguridad Ciudadana
Secretario técnico de Seguridad Ciudadana: Ruth Patricia Sarmiento Verastegui.

## Educación

### Instituciones educativas
- I.E. José Faustino Sánchez Carrión, el 2 de junio de 2015 celebró sus Bodas de Oro.

## Festividades
- 14 al 24 de septiembre: Virgen Natividad de Cocharcas.